# Ernst Wilhelm Richter

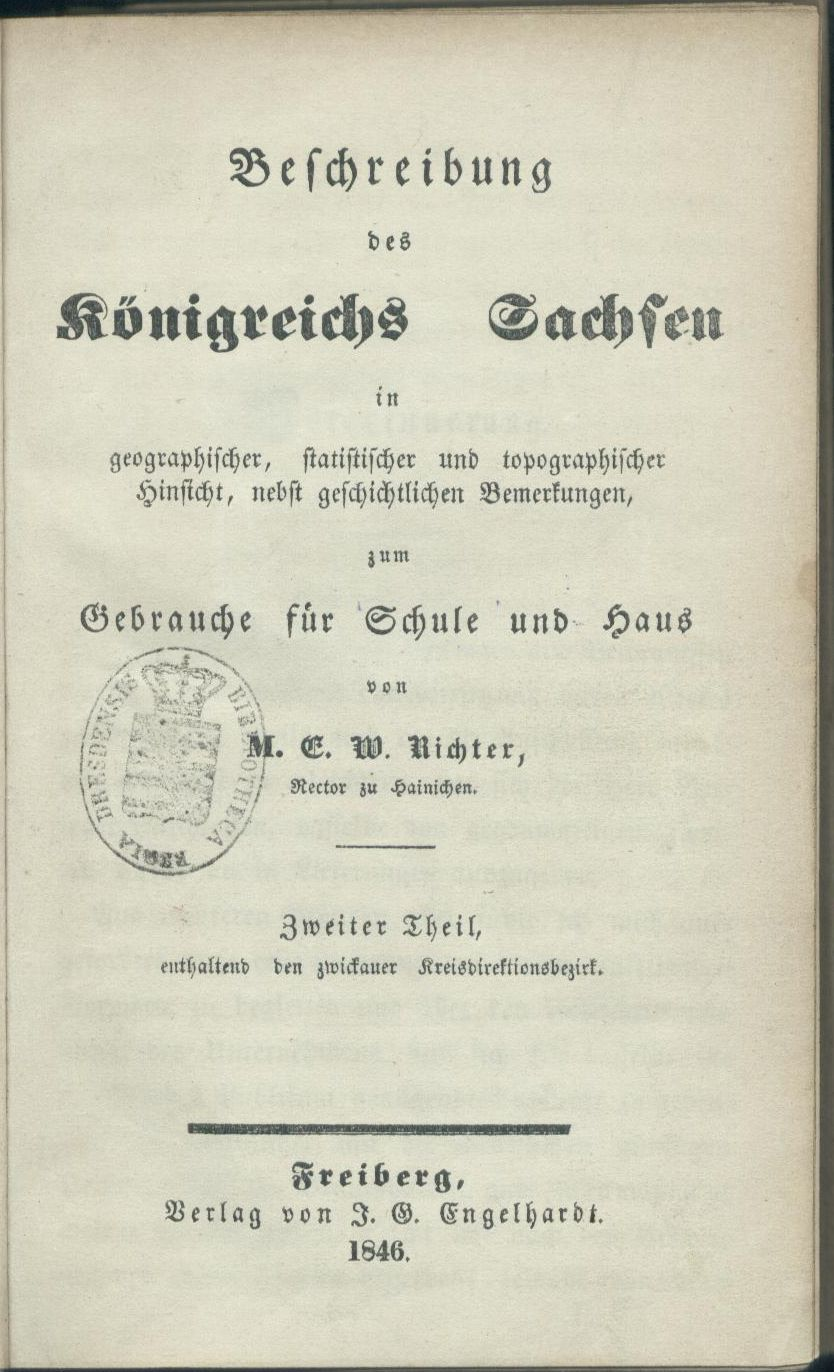
Beschreibung des Königreichs Sachsen, ein dreibändiges Werk aus der Feder Ernst Wilhelm Richters

Ernst Wilhelm Richter (* 1802 in Langenau; † 12. August 1874 in Dresden) war ein sächsischer Schuldirektor, Kantor und Schriftsteller.

## Leben und Wirken
Richter wurde in Langenau als Sohn eines Bergschmiedes geboren. Zwischen 1831 und 1870 wirkte er als Lehrer in Hainichen, wo er 1831 zunächst zum Rektorsubstituten berufen wurde. Ab 1835 war der zum Dr. phil. promovierte Rektor und Organist der Gellert-Stadt; 1868 Schuldirektor der ersten Bürgerschule von Hainichen. Neben seiner Berufstätigkeit verfasste er mehrere Bücher vornehmlich zur Geographie und Geschichte Sachsens, darunter die 1846/52 veröffentlichte dreibändige Beschreibung des Königreichs Sachsen. Bei Austritt aus dem Schuldienst wurde ihm 1870 das Ehrenkreuz des Albrechts-Ordens verliehen.
Zu seinem Andenken wurde am 15. Juni 1886 eine durch den Dresdner Künstler Robert Henze entworfene Bronze-Gedenktafel mit Porträtmedaillon enthüllt.

## Werke
- Das Wichtigste aus der sächsischen Geschichte von der ältesten bis auf die neueste Zeit in chronologischer Folge. Leitfaden beim Unterricht in Volksschulen, Druck und Verlag des Verlag-Comptoirs, Grimma 1839. (Link zum Digitalisat in der Staats- und Universitätsbibliothek Dresden)
- Beschreibung des Königreichs Sachsen: in geographischer, statistischer uns topographischer Hinsicht, nebst geschichtlichen Bemerkungen – zum Gebrauche für Schule und Haus
  - Bd. 1: Allgemeines über Sachsen und den Dresdener Kreisdirectionsbezirk. Freiberg: Engelhardt, 1846. (Digitalisat)
  - Bd. 2: Zwickauer Kreisdirectionsbezirk. Freiberg: Engelhardt, 1846. (Digitalisat)
  - Bd. 3: Leipziger und Budissiner Kreisdirectionsbezirk. Freiberg: Engelhardt, 1852. (Digitalisat)
- Sächsische Geschichte von der ältesten bis auf die neueste Zeit nebst einer kurzgefaßten Vorgeschichte des meißner Landes, einer Regententafel und einer chronologischen Uebersicht. Ein Leitfaden beim Unterricht in Volksschulen, Selbstverlag, Hainichen 1857. (Link zum Digitalisat in der Staats- und Universitätsbibliothek Dresden)
- Tabellarische Übersicht der allgemeinen Weltgeschichte zum Schulgebrauche herausgegeben, 1860.
- Beschreibung der Enthüllungs- und Einweihungsfeier des Gellert-Denkmals in Hainichen, 1865. (Link zum Digitalisat)